# Massimo Marazzina
Massimo Marazzina (né le 16 juillet 1974 à Pandino, dans la province de Crémone, en Lombardie) est un footballeur international italien qui joue au poste d'attaquant. 